# Willem de Boer
Willem de Boer (Amsterdam, 7 mei 1885 – Zürich, 25 februari 1962) was een Nederlands violist.
Hij werd geboren binnen het gezin van ambtenaar Christiaan Carel de Boer en Floriandina van der Meij. Hij trouwde met mezzosopraan/pianiste Martha de Boer-Manz, met wie hij ook regelmatig optrad. 
Hij kreeg zijn opleiding van Barend Kwast aan zijn muziekschool en van Bram Eldering en Carl Flesch aan het Amsterdams Conservatorium. Hij slaagde met de prijs van uitnemendheid, net als collega Willem Andriessen. Daarna kon hij direct aan de slag als leraar aan genoemd conservatorium. Hij werd gekozen uit een groot aantal sollicitanten. Hij studeerde overigens verder in Berlijn en Parijs bij Jacques Thibaut. Hij werd tevens leider en violist van kamermuziekconcerten onder andere in het kwartet van Carl Flesch. In december 1907 stond hij in de kleine zaal van het Concertgebouw kamermuziek te spelen, begeleid door Isidor. In maart 1908 vertrok hij naar Zürich om er violist en concertmeester te worden van Tonhalle Orchester Zürich. Hij trof er cellist Engelbert Röntgen en (alt-)violist Paul Essek. Een functie die hij minstens tot 1948 aanhield, Bij zijn veertigjarig jubileum verscheen een boekwerkje Willem de Boer: 40 Jahre Konzertmeister des Tonhalle-Orchesters Zürich 1908-1948. Hij gaf er tevens les aan het Conservatorium van Zürich, de virtuozenklas. Paul-André Gaillard en Arthur Honegger (viool en muziektheorie) waren leerlingen van hem. 
Willem de Boer gaf op 29 april 1909 de wereldpremière van de sonate van Othmar Schoeck, terwijl het werk opgedragen was aan Stefe Geyer  Drie jaar, 19 april 1912 later gaf hij de première van het vioolconcert van dezelfde componist. Op 26 oktober 1909 was hij samen met zangeres Aaltje Noordewier-Reddingius solist tijdens het concert dat in Musis Sacrum ter gelegenheid van twintig jaar Arnhemse Orkest Vereniging. In die jaren stond hij ook twee keer als solist genoteerd in het Amsterdams Concertgebouw met werken van Johannes Brahms. 
Van zijn hand verscheen Handschriften unbekannter Niederländischer Tonsetze aus dem 18. Jahrhundert in freier Beartbeitung für Violine und Klavier (Hug & Co.). Hij heeft er zelf een aantal op plaat opgenomen, uitgifte via His Master's Voice.
- Gemeinsame Normdatei: 1089586434
- International Standard Name Identifier: 0000 0003 9580 699X
- Virtual International Authority File: 290593766
- WorldCat: E39PBJfRHxWPk84GW9cyfcvfv3